# Постмодерний фемінізм
Постмодерністський фемінізм (англ. Postmodern feminism) — течія фемінізму на основі синтезу постмодернізму та феміністської теорії. 

## Історія
Постмодерністський фемінізм з'явився в останній чверті XX століття.
Напрям оформився з приходом третьої хвилі фемінізму, яка почалася в 1990-х роках. 

## Етимологія
Термін насамперед висувався Джудіт Батлер у книзі 1990 року Gender Trouble. Пізніше Батлер сама відмовляється від терміна «постмодернізм» як занадто розпливчатого, щоб бути значущим. 

## Персоналії

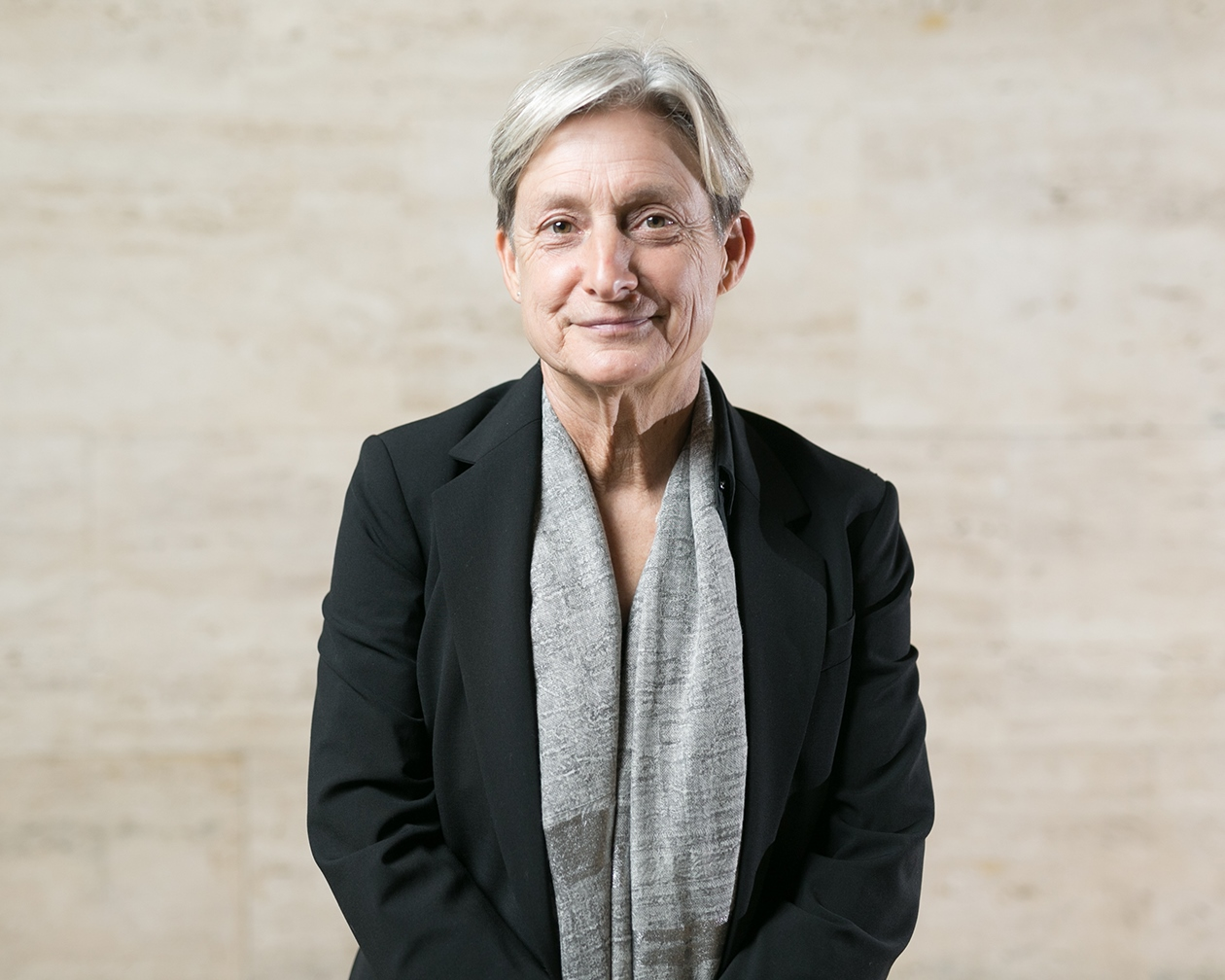
Джудіт Батлер

Головними представницями даного напрямку є: 
- Люс Ірігаре
- Юлія Кристева
- Елен Сіксу
- Джудіт Батлер